# Paul von Hoensbroech

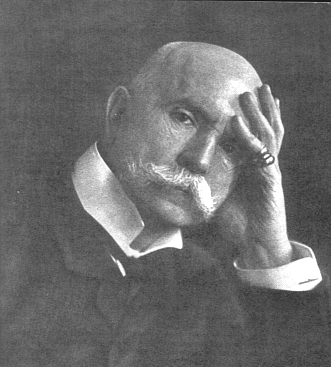
Paul von Hoensbroech.

Paul von Hoensbroech, 29 juni 1852, död 29 augusti 1923, var en tysk greve och antikatolsk författare.
Hoensbroech var till en början jurist, blev 1878 jesuit med lämnade orden 1892 och övergick 1895 till evangeliska kyrkan. Hoensbroech förde sedan en litterär kamp mot katolicismen. Han viktigaste skrifter var Das Papsttum in seiner sozial-kulturellen Wirksamkeit (2 band, 1900-02), Der Jesuitenorden (2 band, 1926-27) samt självbiografin 14 Jahre Jesuit (2 band, 1909).